# 생성형 엔진 최적화
생성형 엔진 최적화(Generative engine optimization, GEO)는 대형 언어 모델(LLM)과 같은 생성형 인공지능 엔진에 대한 쿼리에 응답하여 콘텐츠의 가시성, 관련성 및 구조를 개선하는 과정이다.
기존 검색 엔진의 가시성 향상을 목표로 하는 검색 엔진 최적화(SEO)와 유사하게, GEO는 챗GPT, 클로드 (AI), 제미나이와 같은 인공지능 플랫폼의 가시성 향상에 중점을 둔다.
"생성형 엔진 최적화"라는 용어는 아직 보편적으로 채택되지 않았다. 관련 용어로는 답변 엔진 최적화(AEO), 인공지능 검색 최적화, AI 최적화 등이 있다.

## 역사
생성형 엔진 최적화 개념은 2020년대 초 대화형 AI와 생성형 도구의 부상과 함께 주목받았다. OpenAI의 챗GPT와 구글의 제미니와 같은 플랫폼이 널리 사용되면서 마케터와 콘텐츠 전략가는 AI가 생성한 답변에 정보가 표시되는 방식에 영향을 미칠 방법을 모색하기 시작했다.

## 산업 응용
- 마케팅: 기업은 AI가 생성한 제품 비교, 요약 및 추천에 포함되도록 콘텐츠를 구성한다.
- 웹 플랫폼: Wix 및 WordPress와 같은 서비스는 사용자가 AI 가시성을 개선하는 데 도움이 되는 도구를 출시했다.[5]
- 평판 관리: 개인 및 브랜드는 챗봇이 생성한 응답에 어떻게 표현되는지에 영향을 미치기 위해 문구와 형식을 실험한다.

## 문제점 및 비판
일부 평론가들은 GEO가 AI 생성 응답의 조작으로 이어질 수 있다고 우려하며, 이는 SEO "게임" 및 잘못된 정보에 대한 이전 논쟁을 반복하는 것이라고 지적한다.
다른 사람들은 과도한 최적화가 정보 다양성을 줄이거나 기존 알고리즘 편향을 강화할 수 있다고 경고한다.

## 같이 보기
- 대형 언어 모델
- 프롬프트 엔지니어링
- 검색 엔진 최적화